# Junonia baweana
Junonia baweana är en fjärilsart som beskrevs av Hans Fruhstorfer 1906. Junonia baweana ingår i släktet Junonia och familjen praktfjärilar. Inga underarter finns listade i Catalogue of Life.